# Гіробіфастигіум

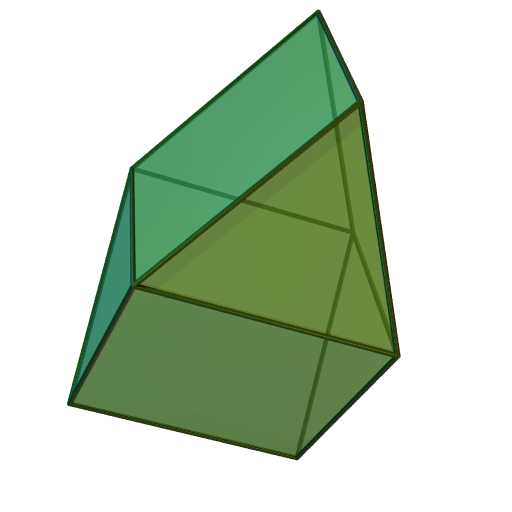
Гіробіфастигіум

Гіробіфастигіум або двосхилий повернутий бікупол є 26-м многогранником Джонсона (J26). Його можна побудувати, об'єднавши дві трикутні призм з правильними гранями відповідними квадратним гранями з поворотом однієї призми на 90º. Це єдине тіло Джонсона, яким можна заповнити тривимірний простір.

## Історія та назва
Многогранник Джонсона є одним з 92 строго опуклих многогранників, що мають правильні грані, але не є однорідними многогранниками (тобто не є платоновими тілами, архімедовими тілами, призмами або антипризмами). Тіла названо ім'ям Нормана Джонсона, який вперше перелічив їх 1966 року.
Назва гіробіфастигіум походить від латинського слова fastigium, що означає двосхилий дах. У стандартних домовленостях про найменування тіл Джонсона бі- означає з'єднання двох тіл за їх основами, а гіро- означає дві половинки, повернуті одна відносно одної.
Положення гіробіфастигіума в списку тіл Джонсона безпосередньо перед бікуполом пояснюється тим, що його можна розглядати як двокутний гіробікупол. Подібно до того, як інші правильні куполи мають чергування квадратів і трикутників, що оточують багатокутник у вершині (трикутник , квадрат або пятикутник), кожна половина гіробіфастигіума складається з почергових квадратів і трикутників, з'єднаних угорі ребром.

## Стільники

Біпризма Шмітта-Конвея-Данцер

Повернутий трикутний призматичний стільник можна побудувати, упаковуючи багато однакових гіробіфастигіумів. Гіробіфастигіум є одним з п'яти опуклих многогранників з правильними гранями, здатних заповнити простір (інші чотири — куб, зрізаний октаедр, трикутна і шестикутна призми), і єдине тіло Джонсона з цією властивістю.

## Формули
Наведені далі формули для об'єму і площі поверхні можна використовувати, якщо всі грані є правильними багатокутниками з ребрами довжини a:
{\displaystyle V=({\frac {\sqrt {3}}{2}})a^{3}\approx 0.866025...a^{3}}
{\displaystyle A=(4+{\sqrt {3}})a^{2}\approx 5.73205...a^{2}}

## Топологічно еквівалентні многогранники

### Біпризма Шмітта— Конвея— Данцера
Біпризма Шмітта — Конвея — Данцера (або протоплитка SCD) є многогранником, топологічно еквівалентним гіробіфастигіуму, але з гранями у формі паралелограма і неправильних трикутників замість квадратів і правильних трикутників. Подібно до гіробіфастигіума, цей многогранник може заповнити простір, але тільки аперіодично або з гвинтовою симетрією , а не з повною групою тривимірної симетрії. Таким чином, цей многогранник дає частковий розв'язок тривимірної задачі однієї плитки.

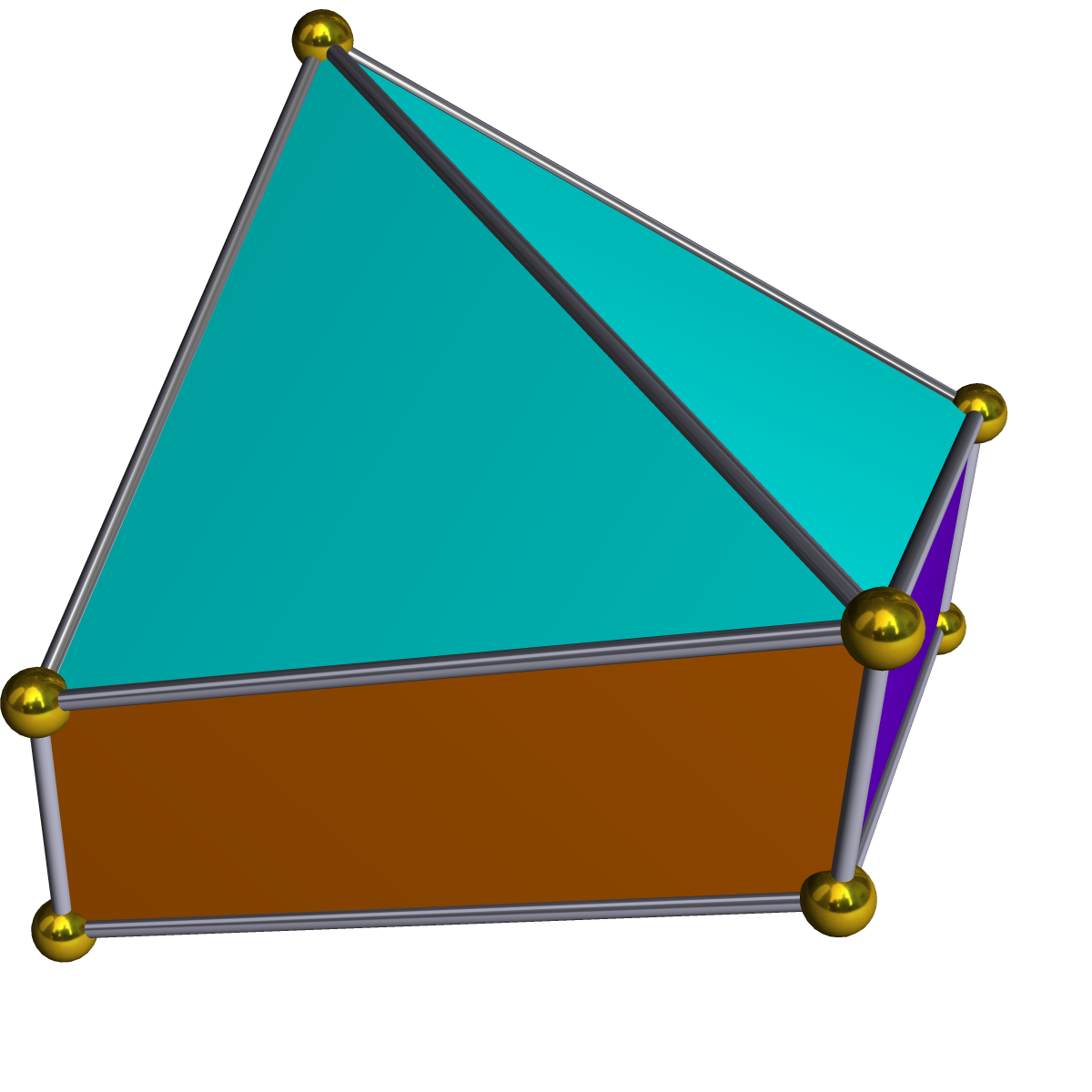
Двоїстий многогранник гіробіфастигіума

Біфастигіум

## Пов'язані многогранники
Двоїстий многогранник гіробіфастигіума має 8 граней — 4 рівнобедрених трикутники, відповідних вершинам степеня 3, і 4 паралелограми, відповідних вершинам степеня 4.
Біфастигіум (дігональний ортобікупол), подібно до гіробіфастигіума, утворений склеюванням двох рівносторонніх трикутних призм бічними квадратними гранями, але без повороту. Він не є тілом Джонсона, оскільки його трикутні грані копланарні (лежать в одній площині). Однак існує самодвоїстий опуклий многогранник з неправильними гранями, що має таку ж комбінаторну структуру. Цей многогранник схожий з гіробіфастигіумом у тому, що вони мають по вісім вершин і вісім граней, з гранями, що утворюють пояс із чотирьох квадратних граней, які розділяють дві пари трикутників. Однак у двоїстому гіробіфастигіумі дві пари трикутників повернуті одна відносно іншої, а в біфастигіумі не повернуті.